# 45 Clash
45 Clash (též známý jako Zion 45 Clash Open či Zion 45 Clash, podle českého klubu Zion, kde se tento set začal pořádat) byl název DJského turnaje v oblasti reggae. Pořádá se od roku 2002 do roku 2007. První turnaje se uskutečnily v legendárním klubu Zion, ostatní pak následovaly v různých klubech a akcích po celé ČR. V letech 2003-07 organizoval 45 Clash DJ Babylonrocker. 45 Clash začíná vždy v zimě, kdy se ho účastní dvojice DJ, kteří se postupně propracovávají do jarního semifinále a následně i do finále, které se koná v létě. Vítěze určuje rozhodčí podle reakcí publika. Název turnaje je odvozen od desek, na které se hraje – 7palcový vinyl při rychlosti 45 ot/min. „Clash“ je pak výraz pocházející z angličtiny. „Sound clash“ je battle dvojice reggae DJs. V případě 45 Clash se hraje 10 minut a jde o to oslnit produkcí z mikru.